# Quand naîtra le jour
Pour plus de détails, voir Fiche technique et Distribution.
Quand naîtra le jour (جاگو ہوا سویرا, Jago hua savera) est un film pakistanais réalisé par A. J. Kardar, sorti en 1959.

## Synopsis
La vie d'un village de pêcheurs dans le Bengale oriental.

## Fiche technique
- Titre : Quand naîtra le jour
- Titre original : جاگو ہوا سویرا (Jago hua savera)
- Réalisation : A. J. Kardar
- Scénario : A. J. Kardar et Faiz Ahmed Faiz d'après le roman de Manik Bandopadhyay
- Photographie : Walter Lassally
- Pays d'origine : Pakistan
- Genre : drame
- Date de sortie : 1959

## Distribution
- Tripti Mitra (en) : Mala
- Zurain Rakshi : Fisherman Mian
- Khan Ataur Rahman (en) : Kasim
- Kazi Khaliq : Lal Nian
- Maina Latif : Ganju